# 三間莊豬肉丸粉

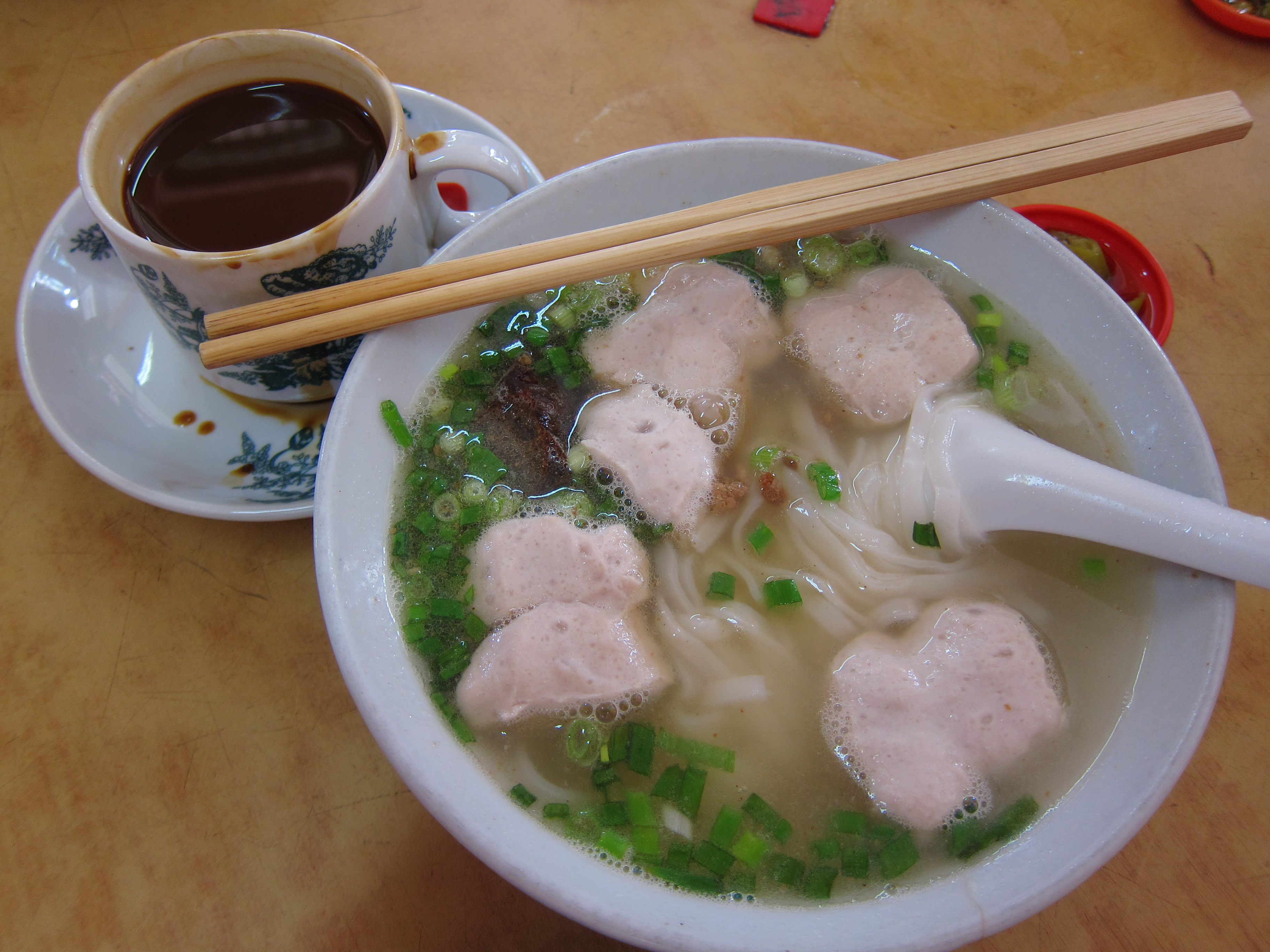
湯式三间庄猪肉丸粉

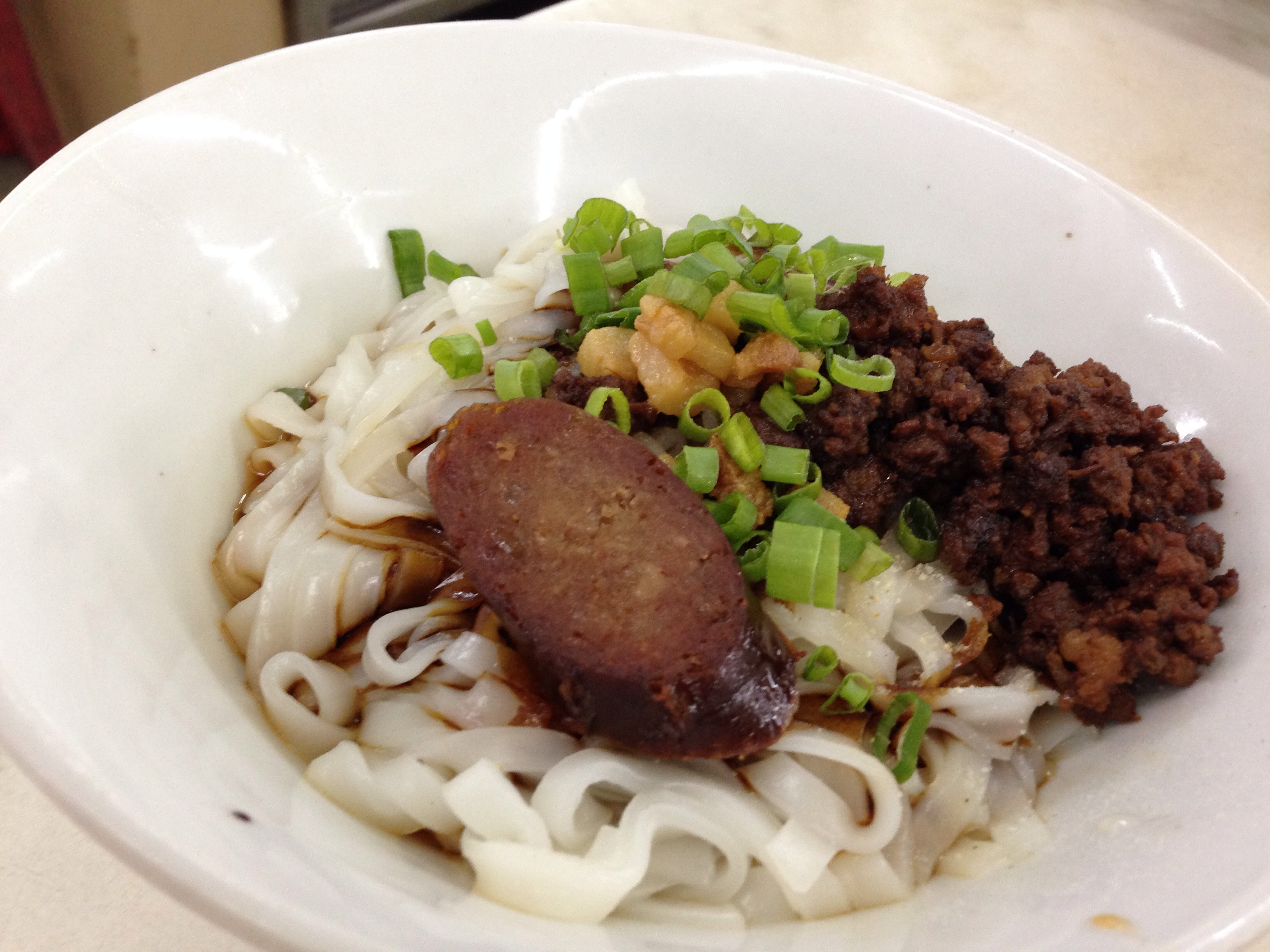
乾式三间庄猪肉丸粉

三間庄豬肉丸粉是一道起源於吉隆坡的華人傳統麵食，可分為“湯式”和“乾式”兩種。這道麵食料理在吉隆坡和巴生谷一帶華人經營的茶餐室和美食中心可輕易找到，隨著品牌化的崛起，也開始有知名店家開設分店在購物中心內。

## 製作過程
- 湯式的豬肉丸粉是將汆燙好的河粉、米粉或油麵 (可自选面食,也可混合)放進熬煮了幾個小時的豬大骨高湯內，然後再擺上幾塊豬肉丸、燒腸、肉燥及青蔥等。
- 乾式的豬肉粉則將豬肉丸湯與乾麵分開上桌，其中一碗裝上豬大骨高湯及豬肉丸，另一碗則裝上用黑醬油、醬油、香油撈好的米粉或河粉(可自选面食,也可混合)，上面再擺上燒腸、肉燥和青蔥。

## 名稱來源
三間庄豬肉丸的名稱來源是源自於吉隆坡茨廠街附近的的“指天街”（目前已改稱敦陳禎祿路，Jalan Tun Tan Cheng Lock）大家購物中心後方一排店屋，因位處轉角，只有三間店面相連而得名。當時那一帶有許多店家都在售賣各式湯麵，其中有一間店家所販售的豬肉丸粉非常著名，它的豬肉丸不是圓的，而是製成一排一格格的長方形，由於加入了麵粉，因此呈現白色，其肉質也打得非常彈牙爽口。這種豬肉丸粉深受當地人的喜愛，在吃時搭配湯河粉或米粉，再配上幾片燒腸，這成為三間庄豬肉丸的雏形。後來那一帶的店屋因都更因素而被拆除，改建成大家購物中心（Kotaraya）後方的麥當勞。雖然原本三間庄已消失在吉隆坡的發展洪流內，但是其做法卻依然被流傳下來，使得吉隆坡各地依然出現打著“三間庄”名號的豬肉丸粉店家，使得長條形的豬肉丸成為吉隆坡豬肉丸粉的主流，使用該種豬肉丸的湯麵，也逐漸被吉隆坡市民稱為三間庄豬肉丸粉。